# Уилям Джойс
Уилям Джойс (на английски: William Joyce) е националсоциалист, виден пропагандатор на националсоциализма. Убеден нацист, Джойс бяга от Великобритания в края на август 1939 г. (непосредствено преди началото на Втората световна война), предупреден за възможността да бъде арестуван.
Уилям Джойс е най-известния водещ на английски на немското държавно радио по време на Втората световна война. Става много популярен на Албиона с псевдонима си лорд Хайл-Хайл (виж и Хайл Хитлер!). Замества предишния водещ на английската секция в немското държавно радио Волф Митлер.

## Биография
Роден е в семейство със смесен произход. Семейството се мести от САЩ в Англия. Джойс завършва университета в Лондон. Става твърд поддръжник на юнионизма (движение застъпващо оставането на Ирландия в състава на Обединеното кралство).
През 1923 г. се присъединява към една малка антикомунистическа група. През 1932 г. става член на Съюза на британските фашисти ((British Union of Fascists), оглавяван от Освалд Мозли. Занимава се с въпросите за пропагандата.
През 1937 г. се разделя с Моузли, и заедно с британския депутат Джон Бекет основава Националсоциалистическа лига, който проповядва антиеврейски и антикапиталистически идеи на Албиона.
В края на август 1939 г., предупреден за възможността да бъде арестуван от новото правителство начело с Уинстън Чърчил, заедно със съпругата си се установява в Германия.
През 1940 г. се сдобива с германско гражданство, след което става водещ на английски език на немското държавно радио „Говори Германия“ (Germany Calling). Като водещ се ползва с голяма популярност на острова. Арестуван е през май 1945 г. и е обвинен в предателство. Поради факта, че е германски поданик, не подлежи юрисдикционно на британското правосъдие, но му е изваден стария британски паспорт, след което е осъден като предател.
Уилям Джойс е обесен в затвора Уондсуорт през 1946 г. Присъдата му е изпълнена от известния по това време британски палач Алберт Пирпойнт.